# Asinaro
Il fiume Asinaro o Assinaro (Άσίναρος in greco, come tramandatoci da Tucidide 7,84) nasce alle pendici del Monte Mezzo Gregorio (655 m s.l.m.), vicino all'attuale Testa dell'Acqua (tra Palazzolo Acreide e Noto), dove sorge un centro di avvistamento radar congiunto della NATO. Sfocia nel Mar Jonio nella zona di Calabernardo dopo 22 km, e dopo vari ingrottamenti (come del resto l'Anapo ed il Tellaro) in mezzo a splendide zone di macchia mediterranea.

## Storia

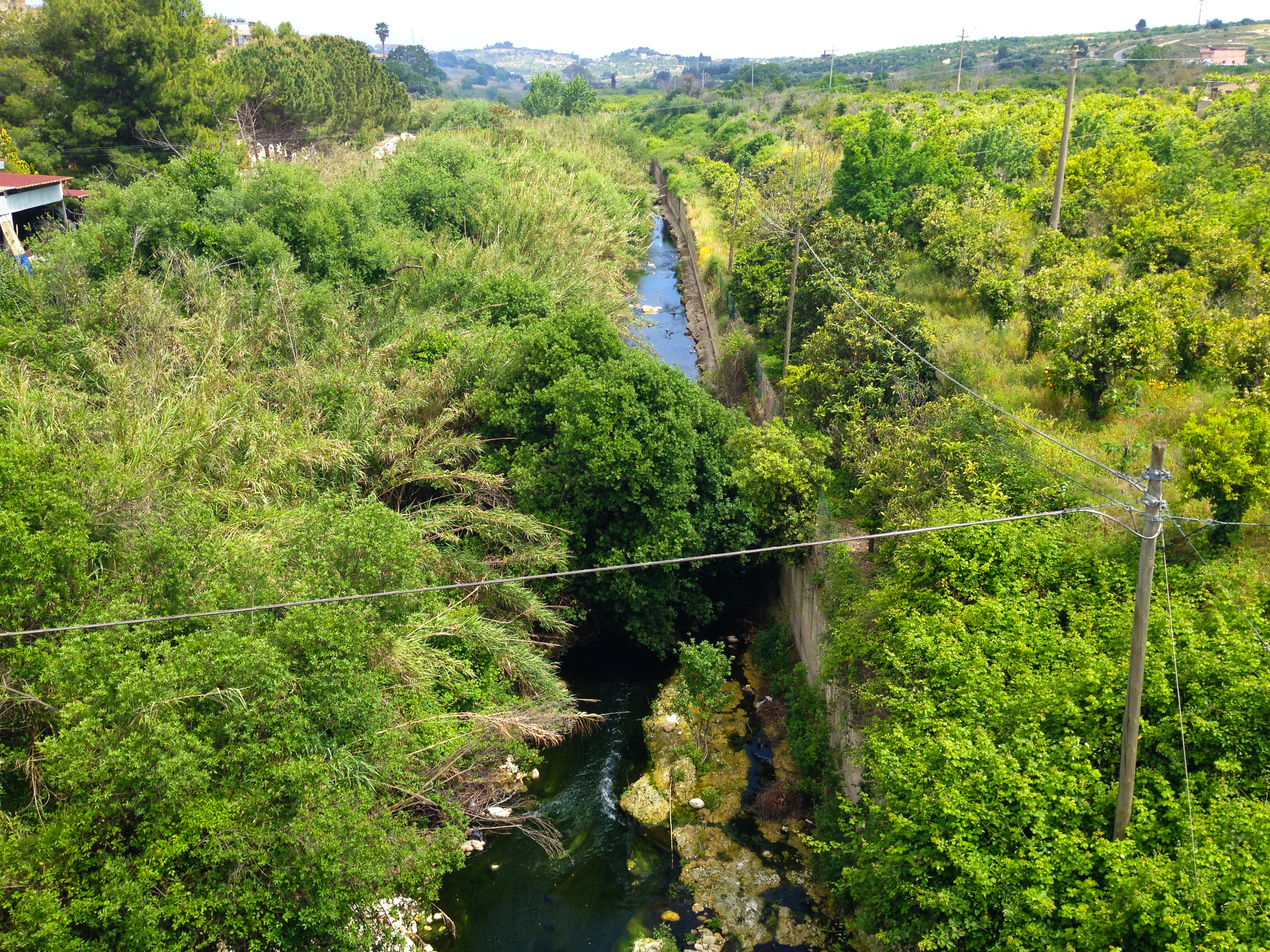
Fiume Asinaro dal ponte presso la SS 115 ingresso di Noto

Fiume a carattere torrentizio, fu teatro di una battaglia tra l'esercito ateniese comandato da Nicia e quello siracusano (413 a.C.). La battaglia dell'Asinaro fu decisiva perché dalle sorti di tale scontro, disastroso per i greci di Atene, derivò il crollo militare, politico e sociale della capitale attica.
La battaglia fu portata avanti dai siracusani e da un piccolo manipolo di uomini della vicina Akrai, Akraion lepas, la definisce Tucidide, cioè la rupe di Akrai (a soli 6 km dal posto), che avevano intercettanto le avanguardie ateniesi, con tecnica da "guerriglia mordi-e-fuggi". Gli ateniesi, di molto superiori in numero, furono imbottigliati sulle sponde del fiume e, circondati, furono massacrati. Quelli che si arresero finirono i loro giorni nelle cave (latomìe) di pietra di Siracusa. Dalla sconfitta Atene non si riprese più.